# Hub (Steinhöring)
Hub ist ein Gemeindeteil der Gemeinde Steinhöring im östlichen Landkreis Ebersberg (Oberbayern).

## Geographie
Die Einöde Hub befindet sich 3 Kilometer nördlich von Steinhöring.

## Geschichte
Die Familie von Delling auf Hueb und Eglharting besaß seit 1684 den Sitz Hub und hatte noch bis 1841 die Patrimonialgerichtsbarkeit in Hub inne. Der letzte adelige Besitzer Ferdinand von Delling verkaufte den Besitz an den bisherigen Lehensnehmer (Pächter) Loipfinger. Vom Schloss ist nichts erhalten, heute ist die Stelle als Bodendenkmal D-1-7838-0194 „Untertägige spätmittelalterliche und frühneuzeitliche Befunde im Bereich des ehemaligen Edelsitzes Hub (Sitz Hueb/Haabern) mit abgegangenem Schloss und zugehöriger Gartenanlage“ vom Bayerischen Landesamt für Denkmalpflege erfasst. Ein Einfirsthof (Hub 2) steht unter Denkmalschutz.